# Balázs Lovrencsics
Balázs Lovrencsics (sinh 30 tháng 8 năm 1991 ở Budapest) là một cầu thủ bóng đá Hungary hiện tại thi đấu cho Ferencváros TC.

## Sự nghiệp

### Ferencváros
Ngày 16 tháng 7 năm 2017, Lovrencsics đá trận đầu tiên cho Ferencváros trong trận hòa 1-1 trước Puskás Akadémia FC ở Hungarian League.

## Thống kê câu lạc bộ
| Câu lạc bộ          | Mùa giải | Giải vô địch | Giải vô địch | Cúp     | Cúp       | Châu Âu | Châu Âu   | Tổng    | Tổng      |
| Câu lạc bộ          | Mùa giải | Số trận      | Bàn thắng    | Số trận | Bàn thắng | Số trận | Bàn thắng | Số trận | Bàn thắng |
| ------------------- | -------- | ------------ | ------------ | ------- | --------- | ------- | --------- | ------- | --------- |
| Vác                 |          |              |              |         |           |         |           |         |           |
| 2009–10             | 9        | 0            | 0            | 0       | –         | –       | 9         | 0       |           |
| 2011–12             | 16       | 1            | 1            | 1       | –         | –       | 17        | 2       |           |
| Tổng                | 16       | 1            | 1            | 1       | –         | –       | 17        | 2       |           |
| Maglód              |          |              |              |         |           |         |           |         |           |
| 2011–12             | 14       | 17           | 0            | 0       | –         | –       | 14        | 17      |           |
| 2012–13             | 40       | 33           | 1            | 2       | –         | –       | 41        | 35      |           |
| Tổng                | 26       | 16           | 1            | 2       | –         | –       | 27        | 18      |           |
| Soroksár            |          |              |              |         |           |         |           |         |           |
| 2013–14             | 29       | 21           | 0            | 0       | –         | –       | 29        | 21      |           |
| 2014–15             | 28       | 13           | 2            | 1       | –         | –       | 30        | 14      |           |
| 2015–16             | 1        | 0            | 0            | 0       | –         | –       | 1         | 0       |           |
| 2016–17             | 35       | 23           | 0            | 0       | –         | –       | 35        | 23      |           |
| Tổng                | 93       | 57           | 2            | 1       | –         | –       | 95        | 58      |           |
| Ferencváros         |          |              |              |         |           |         |           |         |           |
| 2017–18             | 8        | 1            | 0            | 0       | 3         | 0       | 11        | 1       |           |
| Tổng                | 8        | 1            | 0            | 0       | 3         | 0       | 11        | 1       |           |
| Tổng cộng sự nghiệp |          | 157          | 92           | 4       | 4         | 3       | 0         | 164     | 96        |

Cập nhật theo các trận đấu đã diễn ra tính đến ngày 9 tháng 12 năm 2017.